# Piet van Bladel
Piet van Bladel (Tilburg, 18 april 1930 – aldaar, 20 december 2016) was een Nederlands voetballer die als linker verdediger speelde.
Van Bladel kwam van 1951 tot 1959 uit voor Willem II. Vanaf 1953 speelde hij in het eerste team en met de Tilburgse club werd hij in 1955 landskampioen. Hij was werkzaam bij een Ford-dealer en trainde ook in het amateurvoetbal. Hij was gehuwd met een zus van Sjel de Bruyckere, zijn teamgenoot bij Willem II.

## Erelijst
Willem II
| Nationaal     |    |         |
| Landskampioen | 1x | 1954/55 |